# Kavčí hora
Kavčí hora je zaniklý hrad v okrese Benešov ve Středočeském kraji. Jeho poloha je neznámá, ale dochovaly se o něm zmínky ze druhé poloviny třináctého století.

## Historie
Hrad Kavčí hora podle tradice stál na vrchu Kavčí hora ve Vlašimské pahorkatině severozápadně od Nové Vsi. Jediné zmínky z doby existence hradu pochází z let 1284–1297 a nachází se v přídomku Ondřeje z Kavčí hory, jednoho z příslušníků rozrodu pánů z Dubé. Hrad zanikl nejspíše na začátku druhé poloviny čtrnáctého století, kdy jej nahradil hrad Líšno. V roce 1544 byly jako součást jeho panství zmíněny pusté vsi Kavčí Hora a Kajšovka.